# Polysome

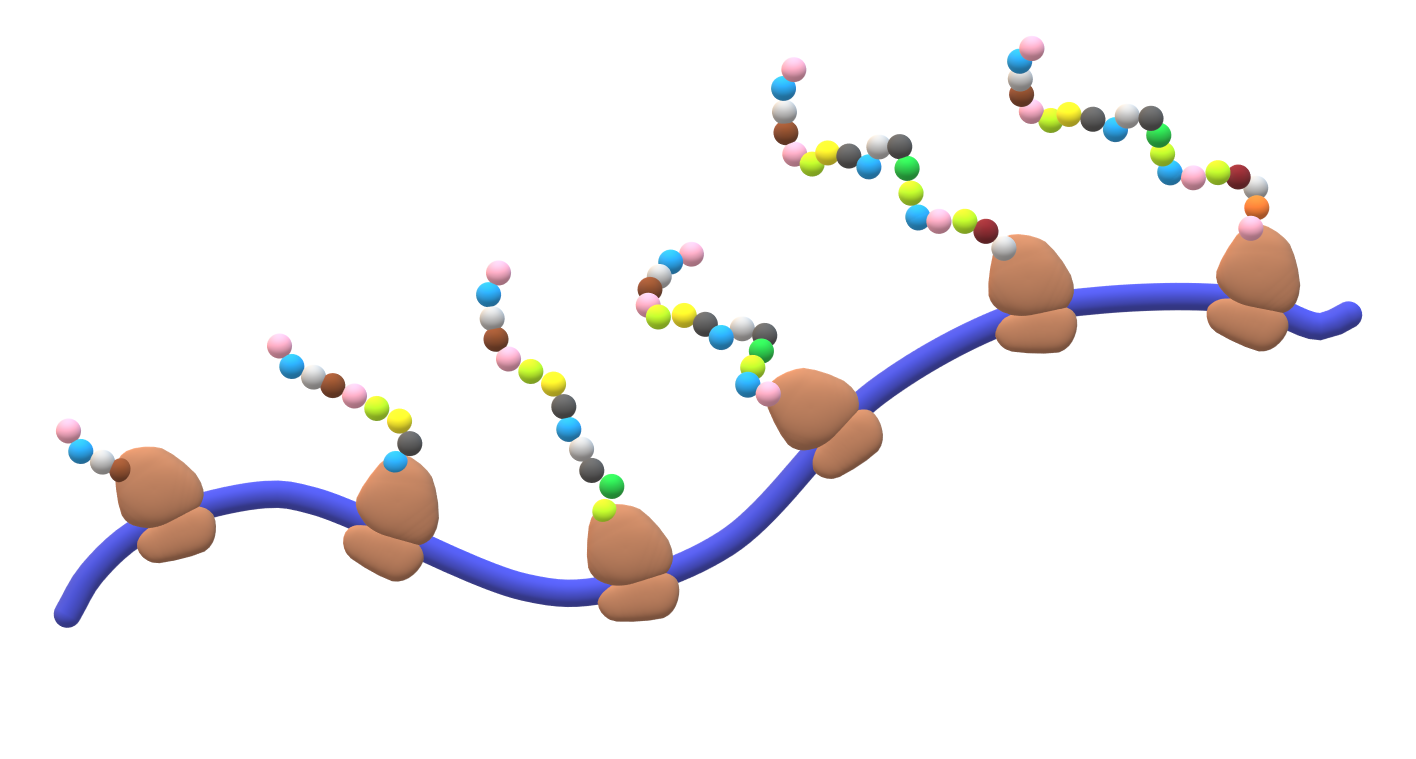
Pôlixôm là tập hợp nhiều ribôxôm cùng ở một mRNA trong dịch mã.

Polysome là tập hợp các riibosome cùng ở một phân tử RNA thông tin (mRNA) đang dịch mã trong tế bào. Đây là thuật ngữ trong di truyền học, cũng viết là polyribosome (IPA: \pä-lē-ˈrī-bə-ˌsōm\) và đôi khi là ergasome.

## Từ nguyên
Sự phát hiện ra polysome bắt đầu vào khoảng những năm đầu của thập niên 1960. Ban đầu được đặt tên là "ergosome" nhờ các nghiên cứu của Jonathan Warner, Paul M. Knopf, cùng với Alexander Rich. Sau đó, vào năm 1962 thì đổi tên là polyribosome, để mô tả dễ hiểu hơn cấu trúc này gồm nhiều (poly) bào quan là ribôxôm tạo thành một "thể dịch mã" (translatome). Dần dần về sau, thuật ngữ "polyribosome" được gọi tắt là "polysome" như ngày nay thường dùng.

## Cấu trúc chung

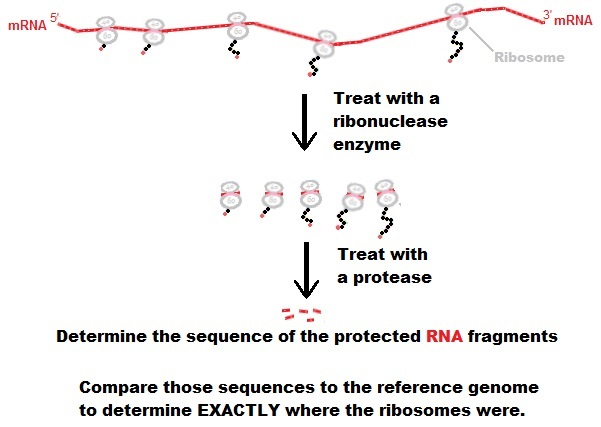
Cấu trúc tổng quát của một pôlixôm.

Nhờ kính hiển vi lực nguyên tử (Atomic-force microscopy, viết tắt là AFM), các nhà nghiên cứu đã thu được hình ảnh của polysome ở cả tế bào sinh vật nhân sơ (vi khuẩn) và tế bào sinh vật nhân thực.
Cấu trúc này gồm nhiều (2 trở lên) polysome cùng bám dọc trên một chuỗi mRNA để tổng hợp cùng một loại protein. Hình bên trình bày ba sơ đồ:
- Sơ đồ 1 (trên cùng) mô tả "thể dịch mã" (translatome) gồm 5 polysome cùng đang bám trên một sợi mRNA, polysome nào ở càng về phía tay phải (tức đầu 3' mRNA) thì có "đuôi" càng dài; "đuôi" này chính là chuỗi polypeptide đang hình thành.
- Sơ đồ 2 (giữa) mô tả 5 polysome đã hoàn thành chức năng, tách rời chuỗi khuôn mẫu mRNA. Sau đó, mỗi polysome tách đôi, rồi chúng có thể tham gia dịch mã cho phân tử mRNA bất kì nào khác (không vẽ trong hình).
- Sơ đồ 3 (cuối cùng) mô tả các polysome cùng sợi mRNA bị phân giải sau một thời gian được tế bào sử dụng.

## Các dạng

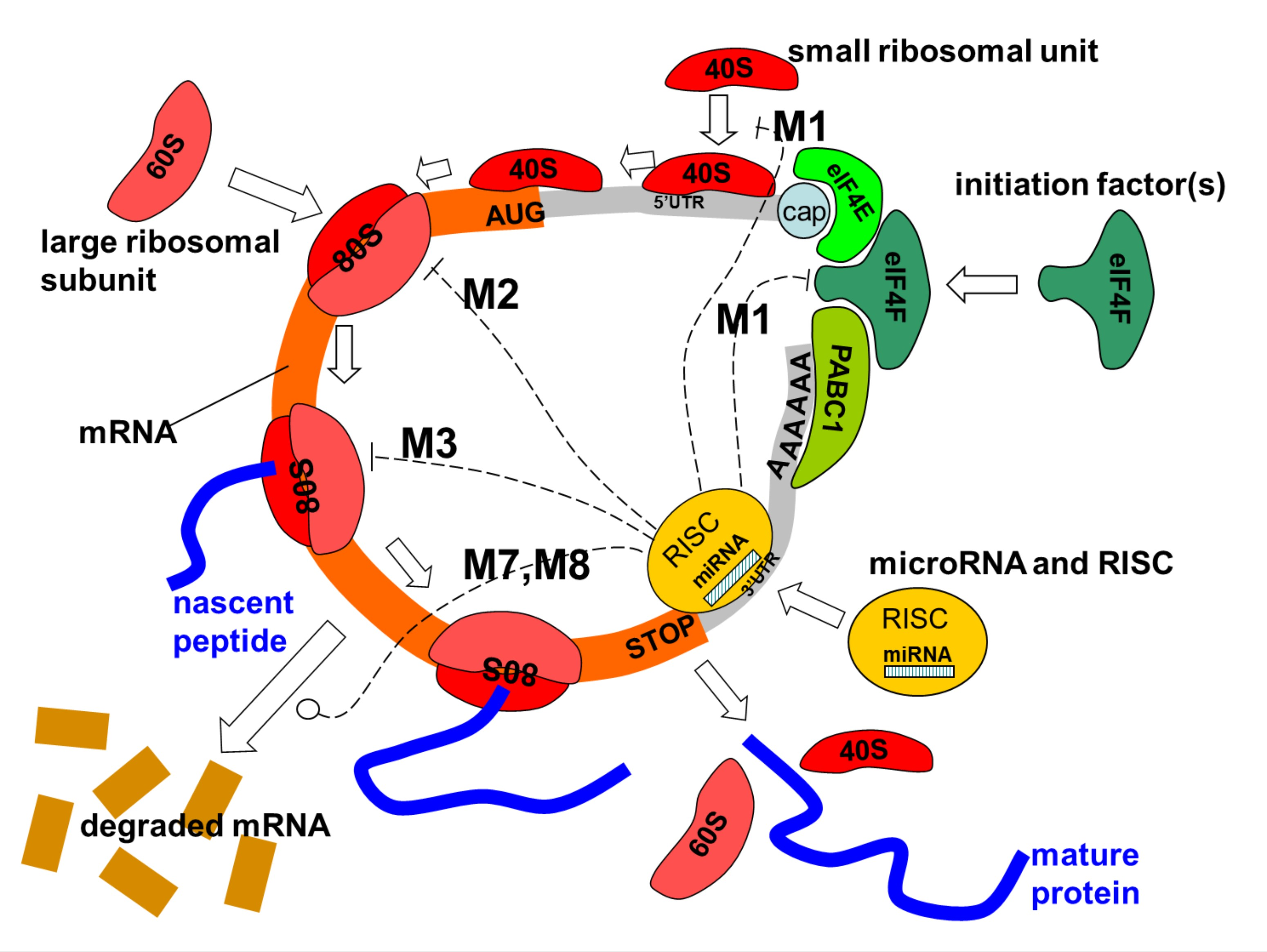
Một kiểu cấu trúc vòng của "thể dịch mã".

Các nhà nghiên cứu phân biệt hai dạng tồn tại phổ biến của polysome là dạng tuyến tính và dạng vòng.
- Polysome có thể xuất hiện dưới dạng tuyến tính (mạch thẳng) như mô tả ở hình trên. Dạng này và hoạt động của nó đã được giới thiệu chi tiết ở nhiều sách giáo khoa và giáo trình Di truyền học.
- Polysome còn xuất hiện dưới dạng vòng (hoặc dạng bông hoa) như mô tả ở hình bên. Cấu trúc vòng thường xuất hiện ở tế bào nhân thực in vivo, bởi vì thực tế là mRNA thường hình vòng thuận lợi cho tái chế ribosome. Mũ ở đầu 5' là 7-methyl-arinôzin và đuôi ở đầu 3' là poly A ở mRNA hỗ trợ cho quá trình này.

Ngoài ra, polysome có thể bám màng hoặc tự do và lơ lửng trong chất nguyên sinh trong tế bào sống.

## Nghiên cứu sâu hơn

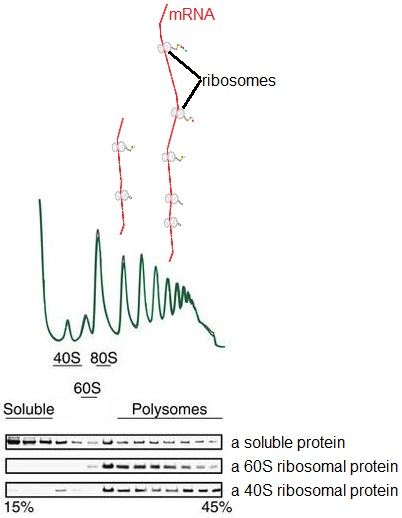
Pôlixôm. Sơ đồ trên: Tập hợp các ribôxôm cùng ở một mRNA. Đồ thị dưới: nồng độ sucrôza và thành phần R 60S, R 40S.

- Sử dụng cycloheximide và một thang nồng độ sucrose thích hợp, sẽ tách dịch chiết tế bào thu được, rồi cho siêu ly tâm. Vì mRNA đã liên kết với ribosome sẽ "nặng" hơn mRNA tự do và các ribosome chưa liên kết. Từ đó xác định được đồ thị tương ứng với lượng mRNA, tổng số protein và thành phần tiểu đơn vị ribosome. Sự tồn tại mRNA phản ánh trạng thái quá trình dịch mã.
- Nhờ phương pháp này, các nhà nghiên cứu đã phát hiện rằng: khi người bị nhiễm virus, thì mRNA của người (vật chủ) đã bị mRNA của virus thay thế. Do đó, giảm sản lượng quá trình dịch mã của mRNA vật chủ và tăng sản lượng quá trình dịch mã của mRNA của virus.[10]